# 南友香
南 友香（みなみ ともか、1987年5月17日 - ）は、日本の女性モデル、レースクイーンである。
神奈川県出身。ネットアージュ所属。東京音楽大学卒業。

## 略歴
大学卒業後にモデル・イベントコンパニオンとしての活動を始め、2011年、丸山浩が所属するWITH ME RACINGのイメージガール「WITH ME GAL」を担当。同年には東京スポーツ主催の「ミス東スポ2012」にエントリーするも、グランプリ受賞はならなかった。
| 年度   | ユニット名                                    | メンバー                       |
| ------ | --------------------------------------------- | ------------------------------ |
| 2012年 | 富士スピードウェイ イメージガール クレインズ  | ますあや，渡辺順子             |
| 2013年 | JLOC クリスタル クロコギャル                  | 安藤麻貴，吉村遊，須田まや     |
| 2014年 | JLOC クリスタル クロコギャル                  | 高木七海，紺野ゆま             |
| 2015年 | JLOC マネパランボルギーニ with クロコクイーン | 生田ちむ，水嶋なな，小崎ますみ |

RQやモデル活動と並行しながら、2012年4月から2016年3月まで、多摩ケーブルネットワークで番組キャスターやリポーターとして活動。かつての事務所の同僚だった佐野真彩（現：プラチナムプロダクション所属）も2014年から同ネットワークの番組に出演しており、関連イベントや特番で共演することもあった。
2016年4月から11月まで、念願だった海外留学（セブ→カナダ）を果たす。

## 人物
- 子供の頃からピアノを習い、中学から大学時代まで鷲見加寿子に師事していた[3]。2014年7月6日の『鷲見加寿子退任記念演奏会〜教え子たちとともに〜』（於：紀尾井ホール）では、演奏会後に行われた祝賀会の司会を務めた[3]。ちなみに石坂浩二も祝賀会に出席していたとのこと[3]。
- 自身より背が高い妹がおり、ブログでは「お兄ちゃん」と紹介することがある[7]。
- ブログのタイトルにもなった愛フェレット「ノエ」と、2015年2月まで二人で暮らす。

## 出演

### テレビ番組
- 多摩ケーブルネットワーク『スタジオ21Today』（2012年4月 - 2016年3月） - 月曜日担当[5]
- 『QVC』商品アドバイザー（2017年-）

### 広告
- 『竹村総合法律事務所』イメージガール（2016年-）[8]
- 『チェリオ』ライフガードガール（2016年-）

### イベント
| イベント名                 | 出演年：参加ブース |
| -------------------------- | --- |
| 東京ゲームショウ           | 2010年：Gamania 2011年・2012年・2013年：GREE 2014年：Xperia                                                                                           |
| 東京オートサロン           | 2011年：ERST 2013年：富士スピードウェイ（クレインズとして） 2014年：グラスピット（石黒エレナ、久保さおりと共演） 2018年：横浜ゴム（ステージMCを担当） |
| 東京モーターショー         | 2011年・2015年・2017年：SUZUKI 2013年：ブリヂストン 2019年：豊田合成                                                                                  |
| 東京モーターサイクルショー | 2014年・2015年：ブリヂストン（ステージMCも担当） |
| CP+                        | 2011年・2013年：CASIO 2012年：EIZO/NANAO 2014年・2015年：Canon 2016年・2017年：Panasonic                                                              |
| CEATEC JAPAN               | 2009年：ヒロセ電機 2010年：KDDI |
| Interop Tokyo              | 2010年：住商情報システム 2014年・2015年：SCSK/YAMAHA                                                                                                  |
| Japan IT Week              | 2012年：Networld 2013年：ベリサイン 2014年：IBM 2015年：Canon 2017年：フリービット                                                                    |
| エコプロダクツ展           | 2013年：TOYO TIRE 2016年：Daiwa |
| ボートショー               | 2016年：TOYOTA MARINE 2017年：YAMAHA |
| ジャパントラックショー     | 2018年：いすゞ |
| 次世代ワールドホビーフェア | 2020年：FORTNITE |

### ラウンドガール
- SHOOT the SHOOTO 2011（2011年11月5日・6日／東京ドームシティホール）[18]
- J-NETWORK「J-NET Kickboxing Girl」（2014年）[19]